# بیلسکو (ناحیه ستراکونیتسه)
بیلسکو (به چکی: Bílsko) یک منطقهٔ مسکونی در جمهوری چک است که در ناحیه ستراکونیتسه واقع شده‌است. بیلسکو ۱۱٫۳۲ کیلومتر مربع مساحت و ۲۱۱ نفر جمعیت دارد و ۴۵۷ متر بالاتر از سطح دریا واقع شده‌است.